# Caballero Reynaldo
Caballero Reynaldo es el seudónimo de Luis Miguel González Martínez. Músico, compositor y productor español nacido en Cuenca, en 1962 y afincado en Utiel, Valencia. Desde 1995 ha publicado más de 40 discos. Además, fue el máximo responsable de la discográfica independiente Hall of Fame Records, hoy Caballero Reynaldo Producciones Psicotrópicas.

## Historia
Comenzó su carrera musical en 1981 al formar el grupo Yelmo de Mambrino en Utiel (Valencia). Colabora con varias bandas de Valencia a mediados de los 80 como El Vaticano, Noviembre Rojo o La Red y en 1987 entra en Mar Otra Vez, la banda de Javier Corcobado, con los que graba su tercer álbum Algún Paté Venenoso. Forma Amor Sucio en 1988 junto a Tarín Ramos, Fernando Carrión y José Luis Muriel con los que publica 3 álbumes para el sello Triquinoise Producciones y a principios de los 90 produce varios discos de Malcolm Scarpa en los que también participa como intérprete y funda la discográfica Hall Of Fame Records.
En 1995 inicia su carrera en solitario con la que ha publicado un total de 12 álbumes con canciones originales y 24 álbumes de versiones singulares de otros artistas, como Frank Zappa, al que ha dedicado varios lanzamientos, King Crimson, Motörhead, Prince, Yes, Ilegales, Depeche Mode, Beatles, Malcolm Scarpa, y muchos más. También tiene discos a dúo con el uruguayo Andrés Mastangelo, con Paco Tamarit (Señor Mostaza / La Casa Azul), con Manu Vicente y con Irene Villar Tiemersma (Tiemersma, Virgen de la Periferia, El Futuro Peatón).
En 2011 su versión de Something Stupid es utilizada en el reality-show-telebasura de Mediaset “Un Príncipe Para Corina” y se convierte en su grabación más vendida y escuchada a nivel mundial ya que el programa es adaptado en infinidad de países manteniendo la canción como banda sonora de apertura. En 2015 la película Amor Tóxico de Norberto Ramos del Val utiliza buena parte de su cancionero como banda sonora. En 2017 se convierte en uno de los pocos artistas internacionales, y único español, en ser invitado a participar, por segunda vez, en el festival Zappanale de Alemania. Entre 2019 y 2021 publica la trilogía Cromos / Cronos / Cosmos, grabados, compuestos y producidos junto a Manoel Macía, Román García y Santiago Serrano, y que significan el final de la marca “Caballero Reynaldo” según comunicado oficial del propio Luis González.

## The Grand Kazoo
The Grand Kazoo (2009) es el título del octavo álbum y el primero con versiones country del cancionero de Frank Zappa. Desde entonces también se denomina así a la banda de acompañamiento para las actuaciones en directo, con las que ha actuado en varios países europeos.

## Hall Of Fame Records y Caballero Reynaldo Producciones Psicotrópicas
En 1995 Luis González funda la discográfica altruista Hall Of Fame Records con los primeros dos discos de Malcolm Scarpa que había producido para la discográfica underground madrileña Triquinoise Producciones, de la que había formado parte entre 1990 y 1995. A partir de ahí además de publicar sus propios discos publica también los de Malcolm Scarpa, Señor Mostaza, Luis Prado, la serie Unmatched Spanish Zappa Tributes, Freses, Les Deeses Mortes, Pando, Sánchez, Alfredo Sorlí i Boscá, Nick Markham y un largo etcétera. Su catálogo consta de más de 180 referencias. En 2024 cambia el nombre a Caballero Reynaldo Producciones Psicotrópicas y se centra solo en los proyectos donde está involucrado personalmente (Los Imbéciles, Tiemersma & Reynaldo, Los Caballeros del Amor Hermoso y Los Visionarios), en las reediciones del 30º Aniversario de la discografía de Malcolm Scarpa de la que fue productor y en la discografía de su antiguo grupo, Amor Sucio, y la de su líder, Antonio Tarín.

## Los Visionarios y Los Caballeros del Amor Hermoso
En 2011 forma Los Visionarios con Manoel Macía y Román García, combo en el que mezclan la música folk y medieval con el rock progresivo y con los que ha publicado 7 álbumes y varios EP. Paralelamente en 2022 el mismo trio forma Los Caballeros del Amor Hermoso, un proyecto totalmente diferente y más orientado al pop-rock y la música experimental y debutan con el álbum Sagrado Corazón de Jesús. También en 2022 se publica el séptimo álbum de Los Visionarios, El arte de callar.

## LMGM Laboratorium
EN 2022 crea LMGM Laboratorium, un espacio para la conservación y reestructuración del catálogo de Caballero Reynaldo de diversas formas: mezclas instrumentales, pistas aisladas, a capellas, jingles para radios, bandas sonoras, etc, y (más o menos) agrupadas por estilos: funk, rockandroll, country, pop, etc.

## Los Imbéciles
A finales de 2023 y con Manu Vicente y Diego Jiménez crea Los Imbéciles, nombre con el que presentan en directo el disco Utiel País Tropical, que incluye letras del poeta utielano Aníbal González Ayora. En 2024 publican su segundo álbum, Jaraguas Paraíso Terrenal, donde reúnen todas las canciones que han ido incluyendo en el repertorio de directo, con canciones nuevas, canciones de la auténtica ópera rock de 1978 Utiel País Tropical y readaptaciones de canciones reynaldas.

## Tiemersma & Reynaldo
En 2023 inicia una serie de colaboraciones con Irene Villar Tiemersma que desembocan en varios ep's publicados trimestralmente (Las Comuniones) y un álbum (La Grande Pastèque) que reúne los 4 ep's remezclados y con dos canciones nuevas. Los presentan en directo junto a Santi Serrano como Tiemersma, Reynaldo & Granota.

## Discografía
Con MAR OTRA VEZ:
- 1987 - Algún paté venenoso (bajista)
- 1987 - MIércoles cercano al infierno (bajista)

Con AMOR SUCIO:
- 1989 - El tiovivo de la locura
- 1990 - La farsa
- 1992 - Total 3
- 2014 - Antología Boxset

Con MALCOLM SCARPA:
- 1993 - Malcolm Scarpa (bajista y productor)
- 1994 - My Devotion (bajista y productor)
- 1995 - The Road Of Life Alone (bajista y productor)
- 1996 - 33 1/3 Microsillons (bajista y productor)
- 2000 - Echoes of an era 1993-1996 (bajista y productor)
- 2004 - Las cosas cambian (bajista y productor)
- 2023 - Malcolm Scarpa 30º Aniversario (bajista y productor)
- 2024 - My Devotion 30º Aniversario (bajista y productor)

Con PACO TAMARIT:
- 2014 - Adultos - Ay Ay!

Con ANDRES MASTRANGELO:
- 2017 - Los 7 Pescados Capitales

Con LOS VISIONARIOS:
- 2011 - Nuevos romances antiguos
- 2012 - Nuevos testamentos antiguos
- 2012 - Nuevas alegres melodias antiguas EP
- 2013 - Biblias, corinas y otras fanfarrias
- 2014 - Instrumentario Mini LP
- 2014 - Blablableados Mini LP
- 2015 - Lilliput After Dadá
- 2016 - Avandel EP
- 2017 - Dakarosha EP
- 2017 - El Planeta Abderramón EP
- 2018 - Siquiatría Elemental
- 2019 - En la intersección
- 2022 - El arte de callar
- 2024 - La Muela SG
- 2024 - Yo, Tú y el Otro EP

Como CABALLERO REYNALDO:
álbumes de versiones
- 2006 - Hispano Olivetti (Malcolm Scarpa)
- 2007 - Tic tac toe (vv.aa.)
- 2009 - The grand kazoo (Frank Zappa)
- 2009 - Acoustic virtual rehearsal (Frank Zappa)
- 2009 - Antojos vol. 0. (vv.aa.)
- 2009 - Tamoxifeno funk (Malcolm Scarpa)
- 2010 - Kazoo’s revenge (Frank Zappa)
- 2010 - Traca / Matraca (Frank Zappa)
- 2011 - Antojos vol. 1 (vv.aa.)
- 2011 - Matilda (Malcolm Scarpa)
- 2011 - Antojos vol. 2 (vv.aa.)
- 2013 - Marieta y los Jetas / Ruben Demos (Frank Zappa)
- 2014 - Antojos vol. 3 (vv.aa.)
- 2014 - Botijos nuevos, botijos salvajes (Ilegales)
- 2015 - Antojos Vol. 4 (vv.aa.)
- 2015 - In the lounge of the Naldo King (King Crimson)
- 2015 - Overkill (Motörhead)
- 2015 - Close to the lounge (Yes)
- 2015 - Starless EP (King Crimson)
- 2016 - Plays Zappa? (Frank Zappa)
- 2016 - Ringomanía (The Beatles)
- 2017 - Mini Prince (Prince)
- 2019 - One third of the White Album (The Beatles)
- 2021 - The fascinating world of Depeche Mode and the jugs (Depeche Mode)
- 2025 - Antojos vol. 5 (vv.aa.)
- 2025 - Antojos vol. 6 (vv.aa.)
- 2025 - On the Unmatched Series (Frank Zappa)

álbumes de canciones originales
- 1995 - Clásico con twist
- 1998 - Episodios familiares
- 2000 - Una historia de Darwin
- 2002 - Studio 54
- 2004 - La vuelta al mundo en 80 km
- 2010 - Monolitos
- 2019 - Electronic music for dummies
- 2019 - Cromos
- 2020 - Cronos
- 2021 - Cosmos

Con LOS CABALLEROS DEL AMOR HERMOSO:
- 2022 - Sagrado Corazón de Jesús
- 2024 - El Misterio de la Santísima Trinidad

Con LOS IMBÉCILES:
- 2023 - Utiel País Tropical
- 2023 - Utiel País Tropical (Instrumental)
- 2024 - Jaraguas Paraíso Terrenal
- 2024 - Jaraguas Paraíso Terrenal (Instrumental)

Con TIEMERSMA:
- 2023 - Primera Comunión EP
- 2023 - Segunda Comunión EP
- 2024 - Tercera Comunión EP
- 2024 - Cuarta Comunión EP
- 2024 - La Grande Pastèque

Como LMGM LABORATORIUM:
- 2022 - LMGM Instrumentarium - Country
- 2022 - LMGM Instrumentarium - Funk
- 2022 - LMGM Instrumentarium - Pop 1
- 2022 - LMGM Instrumentarium - Pop 2

RECOPILATORIOS
- 2016 - Antología 2010-2014 (con Los Visionarios)
- 2016 - Beethoven era negro
- 2020 - Antología Vol. 1 - 1995-2020
- 2020 - Antología Vol. 2 - 1995-2020
- 2020 - The Famous Five Years - 2015-2019 (SINGLES)
- 2020 - The Famous Five Years - 2015-2019 (INÉDITOS)
- 2022 - Margaritas (con Los Visionarios)
- 2023 - Malconetti
- 2023 - Lo mejor de The Grand Kazoo
- 2023 - Lo mejor de los Antojos
- 2024 - Las mejores versiones
- 2024 - Los mejores originales

## Filmografía
- 2011 - Zappanale 21
- 2012 - Live at Larvik
- 2014 - La taberna de los goliardos (con Los Visionarios)
- 2017 - Zappanale 28
- 2020 - Yo mismo con mi mecanismo
- 2020 - The Famous Five Years 2015-2019 (LIVE)